# Bandjou Oularé
Pour les articles homonymes, voir Oularé.
Bandjou Oularé est un député et homme politique guinéen.
Député uninominale de la circonscription de Faranah mars 2020 au 5 septembre 2021.

## Parcours Politique
Député uninominale de la commune de Faranah de 2020 en 2021 de la dernier législation de mars 2020. Il est membre de la commission éducation  de la 9eme législative de la république de Guinée sous la présidence Alpha Condé,.